# Le Chambon-Feugerolles
Le Chambon-Feugerolles är en kommun i departementet Loire i regionen Auvergne-Rhône-Alpes i centrala Frankrike. Kommunen ligger i kantonen Le Chambon-Feugerolles som tillhör arrondissementet Saint-Étienne. År 2022 hade Le Chambon-Feugerolles 12 307 invånare.

## Befolkningsutveckling
Antalet invånare i kommunen Le Chambon-Feugerolles
| Referens: INSEE |